# Victorville
Victorville je kalifornské město ve Victor Valley, v San Bernardino County. Při sčítání lidu v roce 2020 čítala populace města 134 810 obyvatel.

## Obyvatelstvo
5,3 % obyvatelstva tvoří Němci, 4,3 % Irové, Angličané 3,0 %, Italové 1,7 %, Francouzi (kromě Baskicka) 1,3 %, Norové 0,8 %, Poláci 0,7 % a Skotové 0,4 %.
| Rok          | Počet obyvatel | ± %     |
| ------------ | -------------- | ------- |
| 1970         | 10 845         | —       |
| 1980         | 14 220         | 31,1 %  |
| 1990         | 40 674         | 186,0 % |
| 2000         | 64 029         | 57,4 %  |
| 2010         | 115 903        | 81,0 %  |
| 2020         | 134 810        | 16,3 %  |
| 2023 (odhad) | 138 896        | 3,0 %   |

## Osobnosti
Některé z osobností spojených s městem:
- Mike Alessi, motocyklový závodník
- Armida, mexická herečka, zpěvačka a tanečnice
- Earl W. Bascom, průkopník rodea a sochař
- Harold Budd, skladatel
- Matt Chapman, baseballista
- Jesse Chavez, baseballista
- Ryan Garcia, boxer
- Amir Garrett, baseballista
- John W. Henry, obchodník
- Patty Jenkinsová, spisovatelka a režisérka filmu Wonder Woman z roku 2017
- Trever Keith, hudebník
- Raven, performer
- Tony Renna
- Dominick Reyes, sportovec v MMA
- Lee Rodriguezová, herečka
- Stevie Ryan, spisovatel a komik
- LaKeith Stanfield, herec
- Jason Vargas, baseballista
- Travis van Winkle, herec
- Joel Pimentel, zpěvák